# コペンハーゲン中央駅

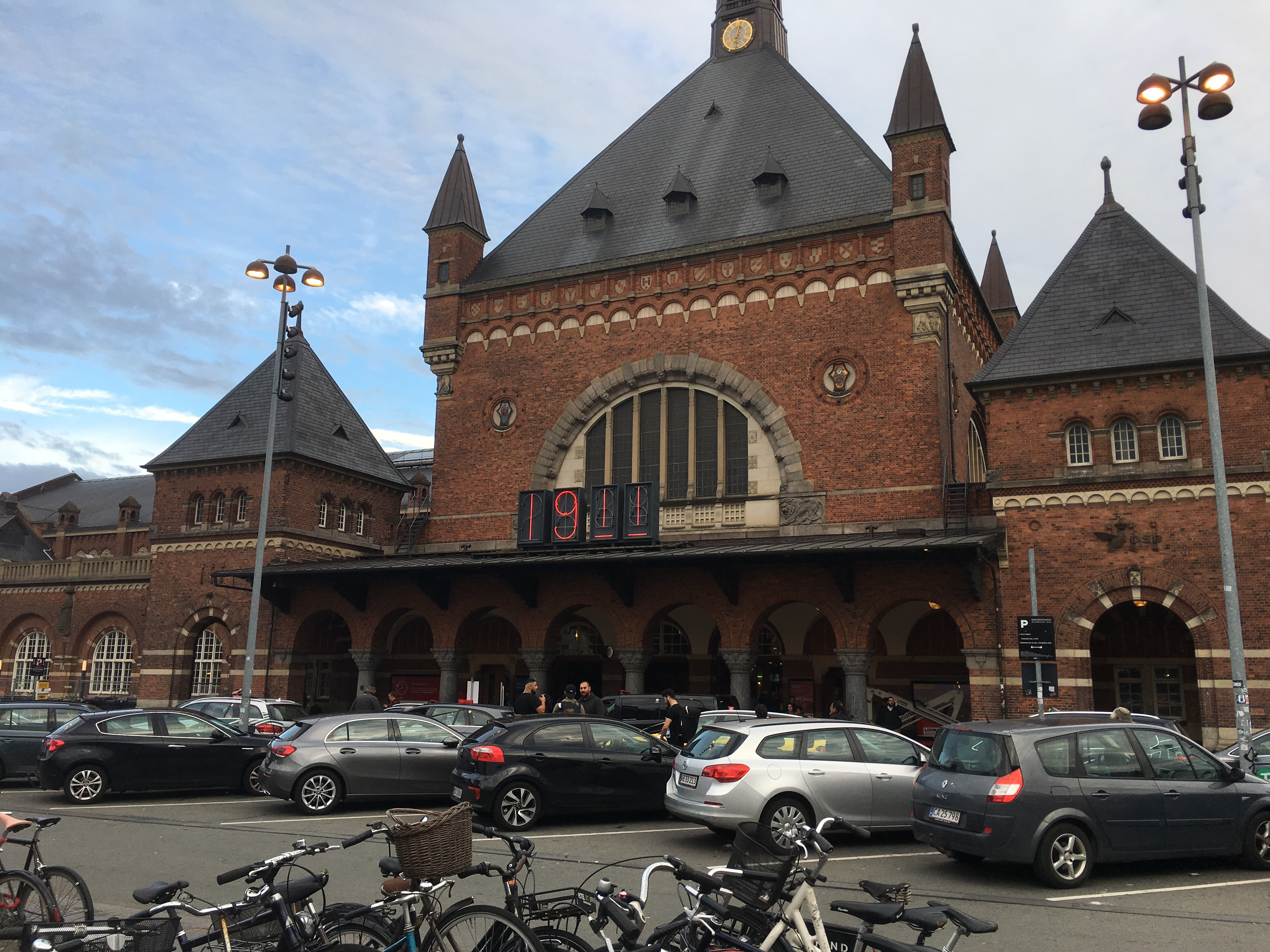
中央エントランス

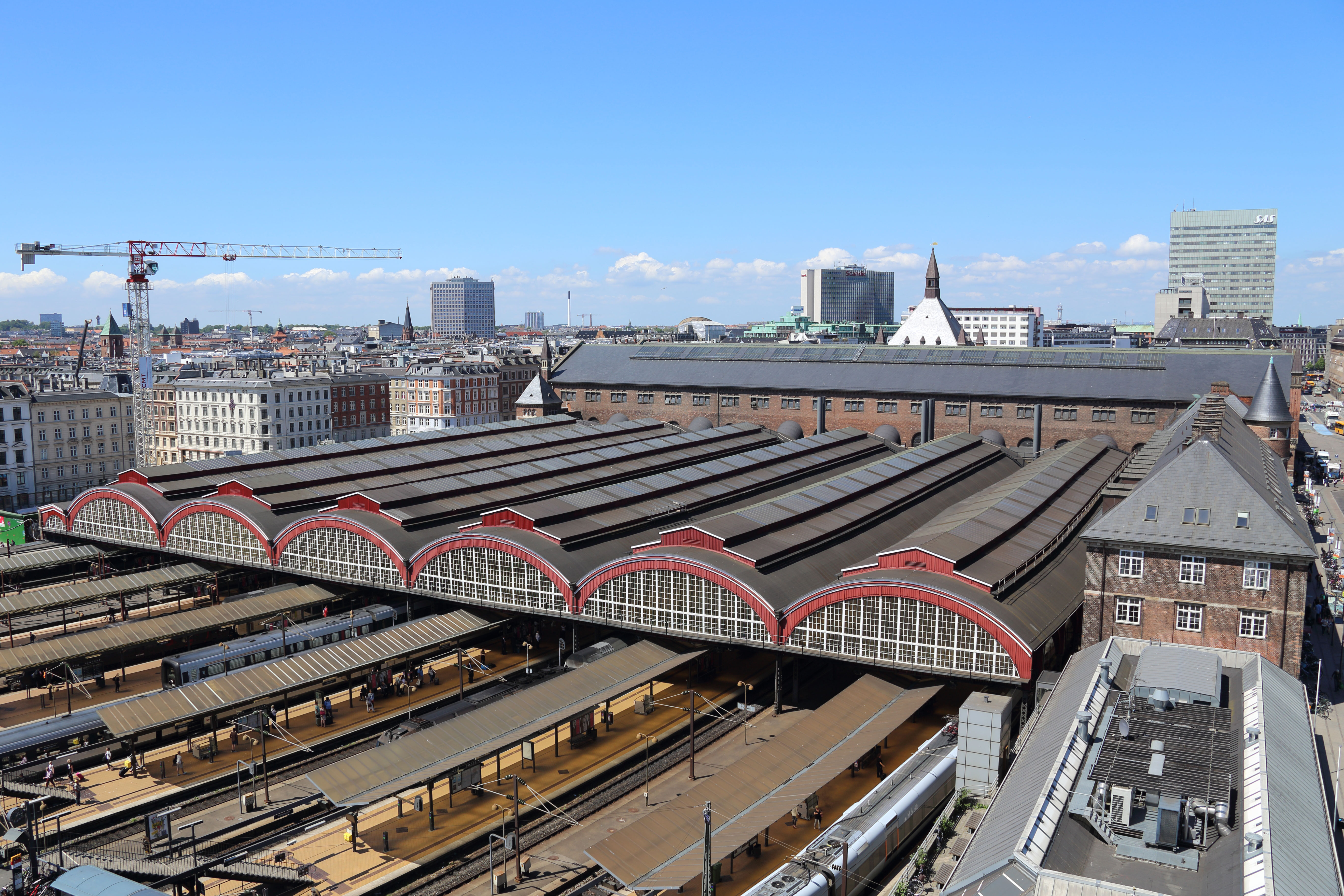
プラットフォーム

コペンハーゲン中央駅(Københavns Hovedbanegård,København H)は、コペンハーゲンにあるデンマーク最大の鉄道駅である。チボリ公園の入口にもなっている。当駅はコペンハーゲンの交通の要衝でもあり、各地と結ぶインターシティや近郊電車であるSトーなどが数多く発着している。12線あり、コンコースにはファーストフード店や各種の小さな店舗がある。コペンハーゲン市内の公共交通機関の運賃ゾーンのゾーン1圏内にある。

## 沿革
最初の鉄道駅が1847年にコペンハーゲンに建てられた。Roskilde鉄道が利用する鉄道駅として、木造で建設されていたが、それは要塞の外では基礎のある建築物が認められていなかったためである。デンマークの鉄道路線網の拡充により、駅は直ぐに拡張する必要が出てきた。新しい駅はH. J. Herholdt設計により1864年に完成した。
単線のみで市外と結ばれていたため、第二の駅も小さ過ぎることが分かった。1911年12月1日にHeinrich Wenck設計による現在の駅が完成した。
1980年に大規模な改修が行われ、エスカレーターやエレーベーターなどの設備が追加されプラットホームに直接行けるようになった。また、貨物部門の出発線と到着線が分けられ改修されている。2004年から2008年にかけて再び改修され、3番線から6番線の低いプラットホームの屋根が国際標準の長さに伸ばされる。跨線橋も調整された。2019年にコペンハーゲン地下鉄の市内環状線が開業し当駅に接続した。